# Alicia en el país de las maravillas (película de 1910)
Alicia en el país de las maravillas (Alice's Adventures in Wonderland) es un cortometraje mudo estadounidense en blanco y negro estrenado el 9 de marzo de 1910. 
Es la segunda adaptación cinematográfica de la obra  de Lewis Carroll Las aventuras de Alicia en el país de las maravillas, tras  la adaptación de 1903.
Esta película de 1910, que dura aproximadamente diez minutos, fue dirigida por Edwin S. Porter y realizada por la Edison Manufacturing Company de Edison. Al ser una película muda todo el delicioso sinsentido de la prosa de Carroll no pudo ser utilizado, y, al ser una película de un solo rollo, la mayoría de los personajes de la obra original tuvieron que ser eliminados.
A pesar de las limitaciones del medio, se intentó crear un producto afín al espíritu de la obra original, siguiendo el diseño de las ilustraciones originales de John Tenniel. 
El personaje de Alicia fue encarnado por la actriz Gladys Hulette.